# Șamahî
Șamahî este un oraș din Azerbaidjan.